# Criodion tomentosum
Criodion tomentosum är en skalbaggsart som beskrevs av Audinet-serville 1833. Criodion tomentosum ingår i släktet Criodion och familjen långhorningar. Inga underarter finns listade i Catalogue of Life.